# Dimitrios Pagoropulos
Dimitrios Pagoropulos, gr. Δημήτριος Παγορόπουλος (ur. 30 stycznia 1931 w Pireusie, zm. 17 stycznia 2000) – grecki polityk i prawnik, parlamentarzysta krajowy, poseł do Parlamentu Europejskiego III kadencji.

## Życiorys
Ukończył prawo na Uniwersytecie Narodowym im. Kapodistriasa w Atenach. Praktykował jako adwokat, był członkiem władz samorządu zawodowego w Atenach. Działał w Panhelleńskim Ruchu Socjalistycznym (PASOK). Wchodził w skład komitetu centralnego partii, kierował komisją dyscyplinarną swojego ugrupowania.
W latach 1985–1989 był posłem do Parlamentu Hellenów IV kadencji z okręgu Ateny B. Od 1989 do 1994 sprawował mandat eurodeputowanego III kadencji, należąc do frakcji socjalistycznej i zajmując stanowisko wiceprzewodniczącego Komisji ds. Petycji.